# The Dorchester
The Dorchester es un hotel de lujo de Londres situado entre Park Lane y Deanery Street, al este de Hyde Park. Es uno de los hoteles más prestigiosos y caros del mundo. The Dorchester abrió sus puertas el 18 de abril de 1931, y todavía conserva su mobiliario y ambiente de los años treinta pese a que ha sido modernizado.
Durante toda su historia, el hotel ha estado estrechamente asociado con los ricos y los famosos. Durante los años treinta, era conocido por ser un lugar de reunión de numerosos escritores y artistas, como el poeta Cecil Day-Lewis, el novelista Somerset Maugham y el pintor Sir Alfred Munnings. Ha alojado prestigiosos encuentros literarios, como los Foyles Literary Luncheons, un evento que el hotel sigue organizando en la actualidad. Durante la Segunda Guerra Mundial, la resistencia de su construcción hizo que tuviera la reputación de ser uno de los edificios más seguros de Londres, y por esta razón una gran cantidad de líderes políticos y militares lo escogieron como su residencia en la ciudad. La reina Isabel II estuvo en The Dorchester cuando era una princesa, en el día anterior al anuncio de su compromiso con Felipe de Edimburgo el 10 de julio de 1947. Desde entonces, el hotel ha sido particularmente popular entre los actores, modelos y cantantes, y Elizabeth Taylor y Richard Burton se alojaron con frecuencia aquí en los años sesenta y setenta.
Fue designado un monumento clasificado de grado II en enero de 1981, y en 1985 fue comprado por el sultán de Brunéi. Pertenece a la Dorchester Collection, que a su vez es propiedad de la Agencia de Inversión de Brunéi, una filial del Ministerio de Finanzas de Brunéi. En los años cincuenta, el escenógrafo Oliver Messel hizo varios cambios en el interior del hotel. Entre 1988 y 1990, fue renovado completamente por Bob Lush del Richmond Design Group con un coste de cien millones de dólares.
En la actualidad The Dorchester tiene cinco restaurantes: The Grill, Alain Ducasse, The Spatisserie, The Promenade y China Tang. El restaurante de Alain Ducasse es uno de los cuatro restaurantes con tres estrellas Michelin del Reino Unido. El té de la tarde, una tradición que se ha realizado en el hotel desde su inauguración en 1931, se sirve cada día de la semana a las cinco de la tarde en The Promenade y The Spatisserie. Harry Craddock, un conocido barman de los años treinta, inventó el cóctel Dorchester of London aquí en el Dorchester Bar. En el jardín delantero del hotel hay un plátano iluminado, que fue designado como uno de los Great Trees of London por el London Tree Forum y la Countryside Commission en 1997.

## Historia

### Antecedentes
La parcela del hotel formaba parte originalmente de la Manor of Hyde, que Geoffrey de Mandeville transfirió a Guillermo el Conquistador. Joseph Damer la compró en el siglo xviii y en 1751 construyó allí un gran edificio, que en 1792 recibió el nombre de Dorchester House después de que Damer se convirtiera en el conde de Dorchester. A principios del siglo xix pasó a llamarse Hertford House después de que fuera adquirida por Francis Seymour-Conway, el tercer marqués de Hertford, y se realizaron en ella algunas modificaciones inspiradas en la Villa Farnesio de Roma. Tras la muerte de Hertford, el capitán Robert Stayner Holford la convirtió en una mansión.
Sir Malcolm McAlpine, un socio de la constructora Sir Robert McAlpine & Sons, y Sir Frances Towle, director general de Gordon Hotels Ltd., compartieron la idea de crear el «hotel perfecto»: moderno y muy eficiente, con todas las comodidades que podía proporcionar la tecnología moderna. Estas dos empresas compraron la Hertford House en 1929 y rápidamente la demolieron. La British Broadcasting Corporation (BBC) también había mostrado su interés por comprarla y casi lo hizo antes de que la comprara McAlpine, pero posteriormente orientaron su atención hacia Foley House. La compra y destrucción de la Hertford House formó parte de la considerable reurbanización que tuvo lugar en Park Lane en esta época; casi al mismo tiempo se produjo el vaciado de Grosvenor House y la construcción del Grosvenor House Hotel, que se completó en 1929.

### Construcción

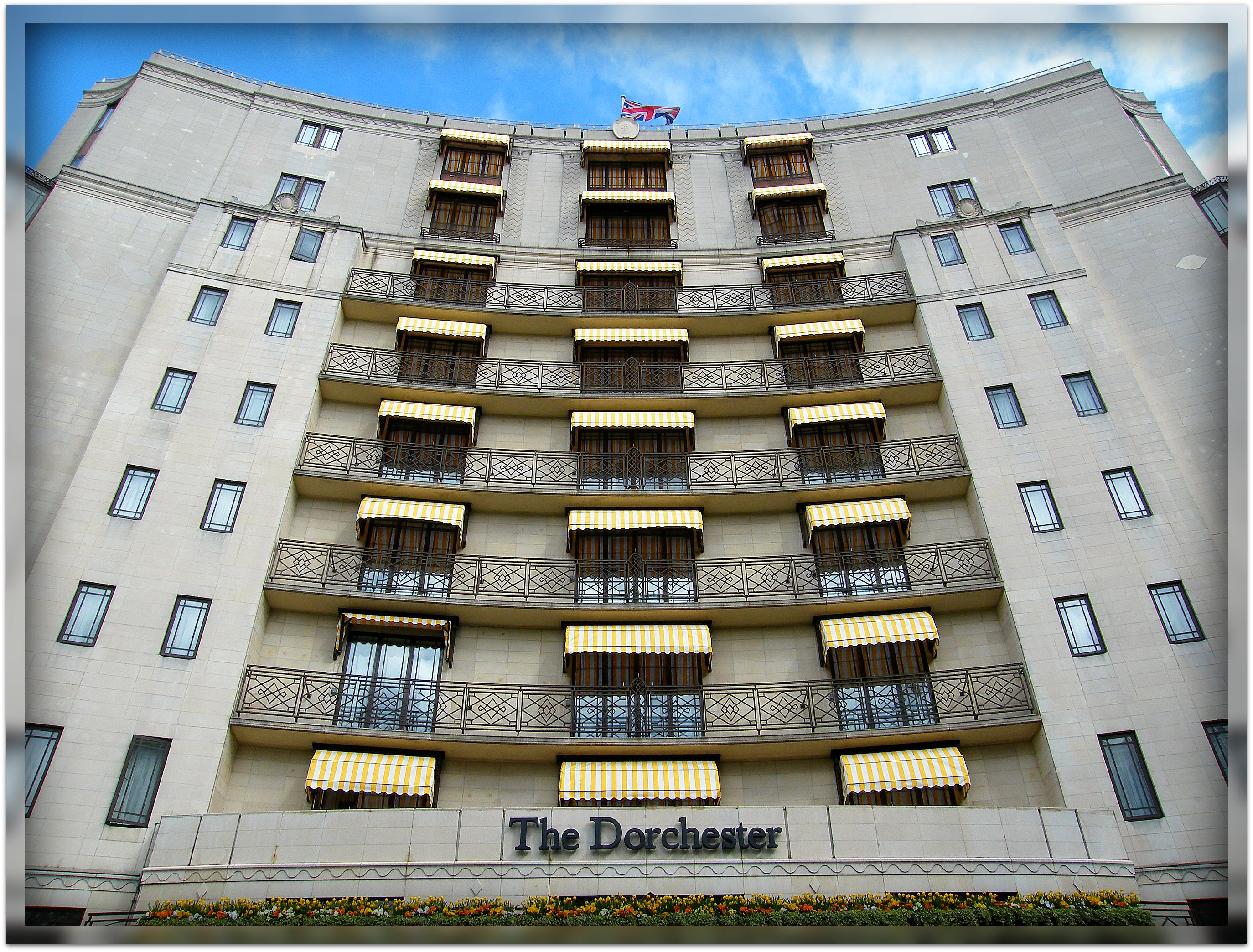
El exterior.

Le encargaron a Sir Owen Williams que diseñara el nuevo hotel usando hormigón armado para poder crear grandes espacios internos sin pilares de apoyo, pero este abandonó el proyecto en febrero de 1930 y fue sustituido por William Curtis Green. James Maude Richards, contratado por Williams, sirvió como asesor de arquitectura del equipo de ingenieros. Percy Morley Horder, arquitecto consultor de Gordon's Hotels, no fue consultado durante el proceso de diseño y, tras ver el proyecto, renunció señalando a The Observer que el diseño era poco adecuado para la ubicación, asumiendo que el hormigón se iba a dejar sin pintar y que el aislamiento sería mínimo. Se excavaron unas cuarenta mil toneladas de tierra para construir el extenso sótano del hotel. Las ocho plantas sobre el nivel del suelo se construyeron en tan solo diez semanas y están apoyadas sobre una gran losa de hormigón armado de un metro de grosor que forma la cubierta de la primera planta.

### 1931–1945

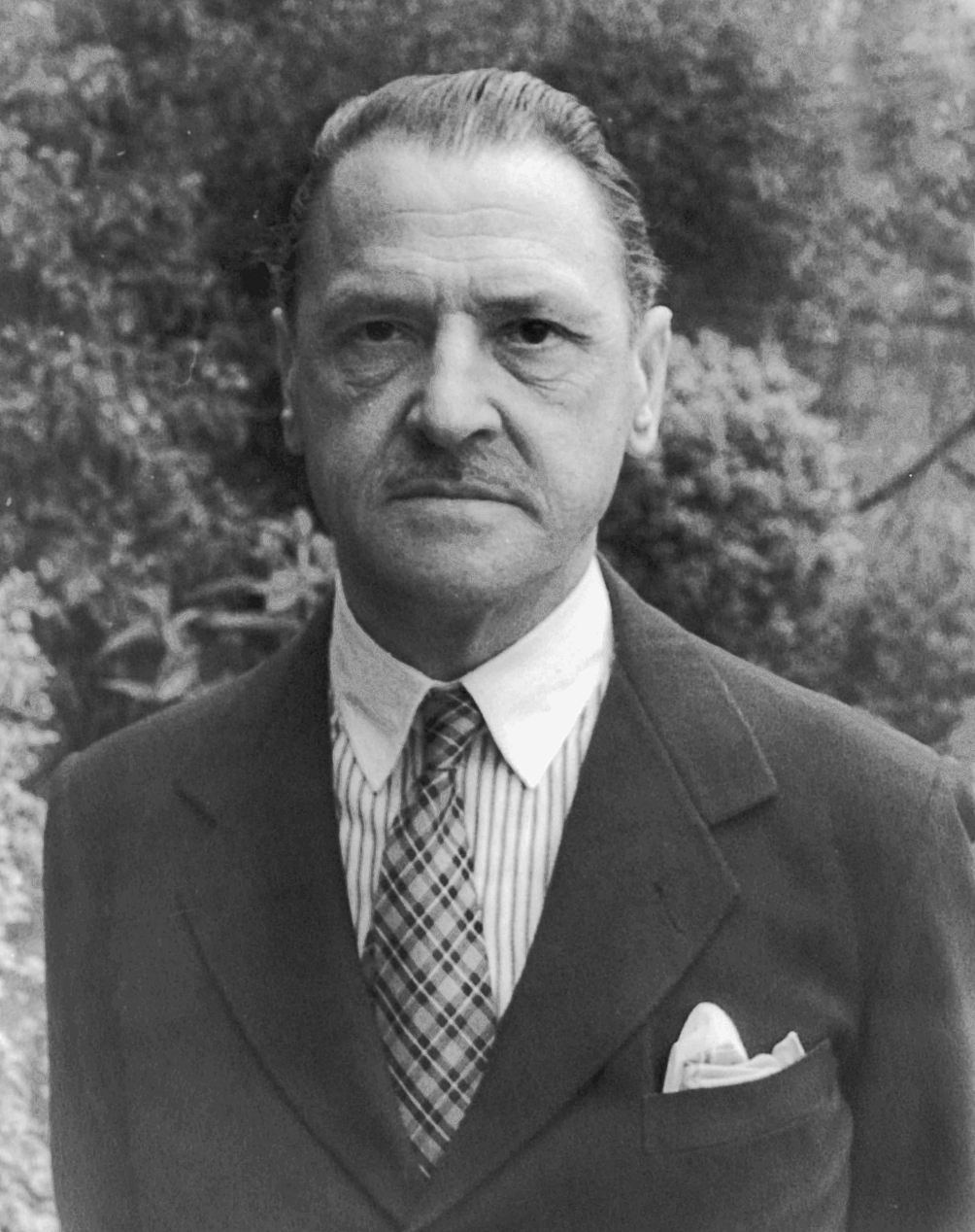
Somerset Maugham.

El nuevo hotel fue festejado con una gran inauguración el 18 de abril (21 de abril según otras fuentes) de 1931, y rápidamente se ganó una reputación como hotel de lujo. Durante los años treinta era conocido por ser un lugar de reunión de numerosos escritores y artistas, como el poeta Cecil Day-Lewis, el novelista Somerset Maugham y el pintor Sir Alfred Munnings. También se celebraban en el hotel prestigiosos encuentros literarios, como los Foyles Literary Luncheons, un evento que todavía organiza. Poco después de la inauguración, Sir Percival David, un gran admirador de la porcelana china, trasladó su creciente colección del Mayfair Hotel a The Dorchester, donde permaneció en sus suites durante muchos años. Danny Kaye empezó a aparecer en cabarés en el hotel en los años treinta, ganando inicialmente cincuenta libras a la semana. Muchos artistas de blues y jazz actuaron en el hotel, incluidas Alberta Hunter y la Jack Jackson Orchestra. En 1934, Hunter y su orquesta grabaron I Travel Alone de Noël Coward y Miss Otis Regrets de Cole Porter en el hotel. También se convirtió en un lugar de reunión para muchos empresarios; fue en The Dorchester donde British Petroleum formó un comité de colaboración con Imperial Chemical Industries en 1943.
Durante la Segunda Guerra Mundial, la resistencia de su construcción hizo que tuviera la reputación de ser uno de los edificios más seguros de Londres. En su inauguración, Sir Malcolm McAlpine había declarado que era «a prueba de bombas, terremotos e incendios», y el único daño que le infligió la Luftwaffe durante la guerra fueron varias ventanas rotas. Su clientela durante la guerra incluía a líderes políticos y militares como Lord Halifax (ministro de asuntos exteriores), Oliver Stanley (ministro de guerra), Sir Charles Portal (jefe del Estado Mayor del Aire), Duff Cooper (con su esposa Lady Diana Cooper), Oliver Lyttleton (presidente de la Cámara de Comercio) y Duncan Sandys (secretario financiero de la Oficina de Guerra). Halifax y su esposa ocuparon ocho habitaciones y una capilla del hotel, y cuando era posible disfrutaba de las citas con su amante, Alexandra Metcalfe, que también se alojaba en el hotel y al mismo tiempo tenía un romance con Dino Grandi, el representante de Mussolini en Londres.
El general Dwight D. Eisenhower se alojó en 1942 en una suite de la primera planta (ahora llamada Eisenhower Suite) tras haberse alojado previamente en el Claridge's, y en 1944 la convirtió en su cuartel general; Kay Summersby, su chófer y supuesta amante, y el representante de Roosevelt Averell Harriman también se alojaron allí debido a su reputación de refugio seguro. Durante una cena en The Dorchester, a la que asistió Harriman, los bombardeos eran tan intensos que los huéspedes bajaron a la suite de Eisenhower porque era más segura que las habitaciones de las plantas superiores. Sherry Mangan del Time fue uno de los varios corresponsales americanos que se alojaron en el hotel durante la guerra, donde en 1944 se encontró con el trotskista Sam Gordon, que le preguntó si el edificio estaba a salvo de los ataques aéreos, ante lo que Mangan le aseguró que «uno de cada cinco columnistas de Londres se aloja aquí». Otros huéspedes del hotel reflejaban los amplias creencias políticas de los directores: fue en un momento la sede de los líderes del movimiento sionista, incluido Chaim Weizmann, y al mismo tiempo la residencia de un grupo de antisemitas británicos de clase alta, incluida Margaret Greville. Según Cecil Beaton, la clientela era una «cerveza mixta»; según su cronista de guerra, era «un edificio en el que lo respetable y lo dudoso se mezclaba con una multitud que consumía cócteles y disfrutaba de charlas descuidadas». En marzo de 1945, Ernest Hemingway y su amante y corresponsal del Time Mary Welsh se alojaron en The Dorchester, donde estuvieron acompañados por Maud Cunard, que tenía una suite de tres habitaciones en la séptima planta.

### De la posguerra hasta la actualidad

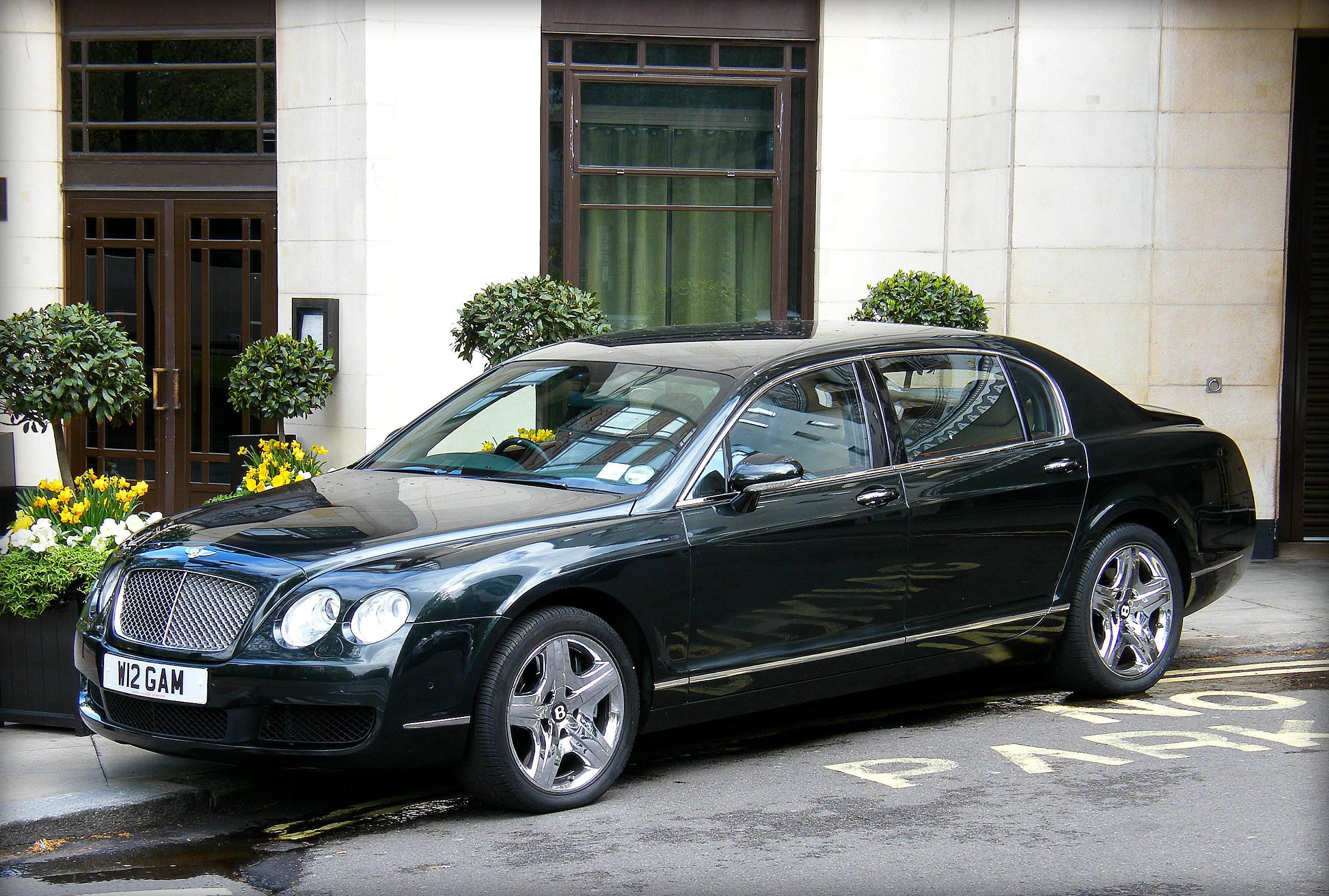
Un Bentley Continental Flying Spur negro que pertenece a The Dorchester.

En 1949, la Sociedad de Relaciones Culturales con la Unión Soviética organizó el 150.º aniversario del nacimiento de Alexander Pushkin en el hotel; asistieron el encargado de negocios soviético, el embajador de Polonia, el ministro plenipotenciario de Rumanía y Cecil Day-Lewis, lo que alimentó las sospechas del MI5 de que todavía simpatizaba con el comunismo. En la época de posguerra, The Dorchester se convirtió en uno de los hoteles más populares de Londres para los actores y artistas, y sus salas de banquetes y suites eran conocidas por sus fiestas y conferencias de prensa. Entre los comensales habituales de The Dorchester se encontraban Cyril Connolly, T. S. Eliot, Harold Nicolson y Edith Sitwell, y entre su clientela había celebridades como Ralph Richardson, Elizabeth Taylor, Alfred Hitchcock y Barbra Streisand. La reina Isabel II estuvo en The Dorchester cuando era una princesa, en el día anterior al anuncio de su compromiso con Felipe de Edimburgo el 10 de julio de 1947. Felipe también celebró su despedida de soltero en el hotel, que se ha documentado en una placa.
Cuando el sultán Said bin Taimur de Omán fue depuesto en un golpe de Estado en julio de 1970 y sustituido por su hijo Qabus bin Sa‘id, fue enviado al exilio y vivió en The Dorchester hasta su muerte en 1972. La familia McAlpine fue propietaria del hotel hasta 1977, cuando lo vendieron a un consorcio de empresarios de Oriente Medio encabezados por el sultán de Brunéi. El 3 de junio de 1982, Shlomo Argov, el embajador israelí en el Reino Unido, fue disparado y herido de gravedad en un intento de asesinato cuando salía de The Dorchester. El ataque fue la causa inmediata de la guerra del Líbano de 1982.
En 1985, el hotel fue comprado por el sultán de Brunéi. Actualmente el hotel es propiedad de la Dorchester Collection, que a su vez pertenece a la Agencia de Inversión de Brunéi, una filial del Ministerio de Finanzas de Brunéi. La Dorchester Collection posee hoteles de lujo en el Reino Unido, los Estados Unidos, Francia, Suiza e Italia. En 1988, el hotel cerró durante dos años para una importante renovación.
En junio de 1998, el hermano del sultán de Brunéi, el príncipe Jefri Bolkiah, fue demandado por sus antiguos socios en un caso que se resolvió fuera de los tribunales. Durante el caso, los Manoukians afirmaron que el príncipe Jefri mantenía a cuarenta prostitutas a la vez en The Dorchester. En 1999, el hotel alojó la ceremonia de entrega de los primeros Pride of Britain Awards. En marzo de 2002, tuvo lugar un robo de joyas en el vestíbulo del hotel, cuando dos ladrones con pasamontañas rompieron los gabinetes de joyería con una mandarria. The Dorchester cumplió su 80 aniversario en 2011. Para celebrar el evento, la organización sin ánimo de lucro Trees for Cities plantó ochenta «futuros grandes árboles» alrededor de la capital.
Desde 1985 hasta 2018, el hotel albergó la cena benéfica anual del Presidents Club, considerada un «pilar del social calendar de Londres». La organización se disolvió en 2018 tras hacerse público que las azafatas contratadas habían sido acosadas y agredidas sexualmente por los invitados, todos ellos hombres.

## Arquitectura

### Exterior

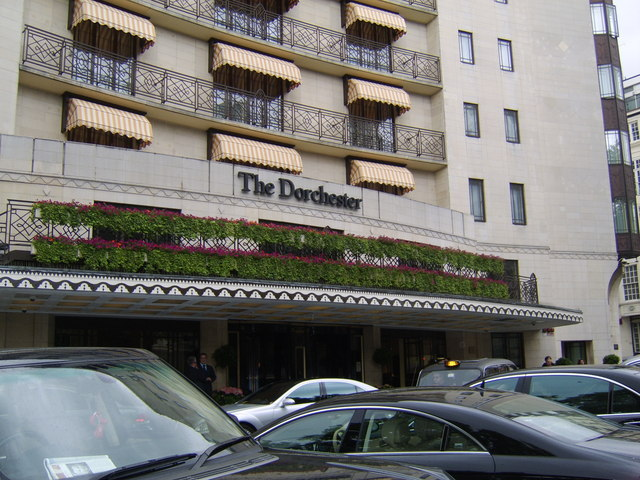
La fachada exterior de The Dorchester.

El estilo arquitectónico adoptado por William Curtis Green, basado en el diseño de Owen William, fue una desviación del neoclásico usando como material principal el hormigón armado cubierto con losas de terrazo. Los partidarios de la arquitectura moderna quedaron decepcionados con el resultado, describiendo la adaptación de Green como «una elegante pieza de época que parece el compromiso que es». En comparación con algunos de los otros hoteles de Londres, como The Lanesborough, el exterior del edificio es poco destacable. Tiene ocho plantas además de la planta baja, y el hueco central contiene tres ventanas en cada planta. Christopher Matthew ha afirmado que él considera The Dorchester un «hotel bastante americano», no solo por su fuerte asociación con celebridades americanas como Elizabeth Taylor, sino también porque su amplia fachada le recordaba a muchas de las que aparecían en los musicales americanos. No obstante, observa que el hotel sigue siendo «en gran medida un hotel inglés». El hotel fue designado un monumento clasificado de grado II en enero de 1981.

### Interior
El interior muestra una «sutil amalgama de estilos», testimonio de los varios diseñadores diferentes implicados a lo largo de su historia, entre los que se encuentran William Curtis Green, Oliver Ford, Alberto Pinto y Oliver Messel. Green diseñó el interior original, que todavía se conserva en parte. Kim Einhorn cree que esta fusión de estilos se ha llevado a cabo con buen gusto y ha señalado que The Dorchester es «un buen ejemplo de que algunas veces puede ser mejor añadir decoración en lugar de reinventar por completo». DK Eyewitness describe The Dorchester como «el epítome del glamuroso hotel de lujo, con un vestíbulo escandalosamente lujoso y una historia plagada de estrellas».
Entre las habitaciones públicas se encuentran la Grill Room, el salón de baile, la Gold Room, el Crush Hall, el antiguo Oriental Restaurant y el Dorchester Bar. El salón de baile se construyó para alojar a unos mil huéspedes. Thomas Prebensen Steen, en su libro Remarkable hotels of Europe, describe las puertas del hotel: «Realzadas por paredes de marfil entre las pilastras que hay detrás de la hilera de columnas corintias, las puertas pueden sen reconocidas fácilmente como obras maestras decorativas en su propio derecho: dominadas por frontones clásicos estucados, frontones clásicos decorados con frisos y detalles dorados, estas impresionantes puertas de caoba georgiana con ricos paneles constituyen un grandioso enlace entre The Promenade y las célebres salas de banquetes de The Dorchester». El pan de oro y el mármol siguen siendo los materiales característicos de las habitaciones públicas del hotel, incluidos los restaurantes, que muestran además elementos que recuerdan más a una country house inglesa que a un hotel. Desde el principio se hicieron considerables esfuerzos para insonorizar las habitaciones de The Dorchester: las paredes exteriores estaban revestidas con corcho, y los suelos y techos de los dormitorios y suites estaban forrados con algas comprimidas. Tras la renovación, el hotel se dotó de doble acristalamiento, y triple acristalamiento en el lado de Park Lane para mejorar aún más la insonorización.
En los años cincuenta, el escenógrafo Oliver Messel hizo cambios significativos en el interior del hotel incorporando aspectos escenográficos, y diseñó los lujosos apartamentos de las plantas séptima y octava. Tal y como documentó Country Life, las habitaciones de Messel en el hotel «constituyen un inusual vistazo al mundo del diseño interior de mediados del siglo xx», y en ellas recurrió a sus habilidades como diseñador de teatro para llenarlas con «trucos de espacio y luz, color y referencias a la época». En la actualidad, una de las suites está dedicada a él, la Oliver Messel Suite, que está diseñada en el estilo de las country houses georgianas. Messel hizo los cambios en el lado de Deanery Street del edificio en 1952-1953. Oliver Frederick Ford sirvió como diseñador consultor desde 1962, decorando tanto la Stanhope Suite como la Orchid Room, una esquina de la cual fue reconstruida completamente y decorada en estilo rococó inglés. También remodeló el vestíbulo de entrada blanco, dorado y verde. El actual uniforme verde oscuro del personal de The Dorchester fue diseñado en 1980 y también se atribuye a Ford.
Entre 1988 y 1990, el hotel fue renovado completamente por Bob Lush del Richmond Design Group con un coste de cien millones de dólares. The Promenade, la Grill Room, y la Oliver Messel Suite fueron restauradas durante esta renovación. El spa de The Dorchester está diseñado en estilo art déco, y tiene, en palabras de Steen, «elegantes estatuas, paneles grabados del estilo de René Lalique, madera de arce rubio y un estanque decorativo con un grupo de pequeñas esculturas de bronce con forma de nenúfares que producen suaves sonidos de cascada». El piano de Liberace se encuentra en el vestíbulo.
A fecha de 2012, The Dorchester tiene doscientas cincuenta habitaciones y cuarenta y nueve suites. En las habitaciones, que cuentan con muebles de madera de cerezo, sábanas de lino irlandés hechas por encargo cubren las camas con dosel. Las bañeras, citadas como «probablemente las más profundas de Londres», están hechas de mármol italiano en estilo art déco. Todas las habitaciones del hotel proporcionan vistas de Hyde Park o de sus terrazas ajardinadas. Durante la renovación de 2002, todas las habitaciones y suites fueron equipadas con modernos sistemas de telecomunicaciones. El hotel tiene su propio equipo de floristería, que es responsable de actualizar periódicamente las flores expuestas en el hotel y proporciona sus servicios para bodas y ocasiones especiales.

### Restaurantes

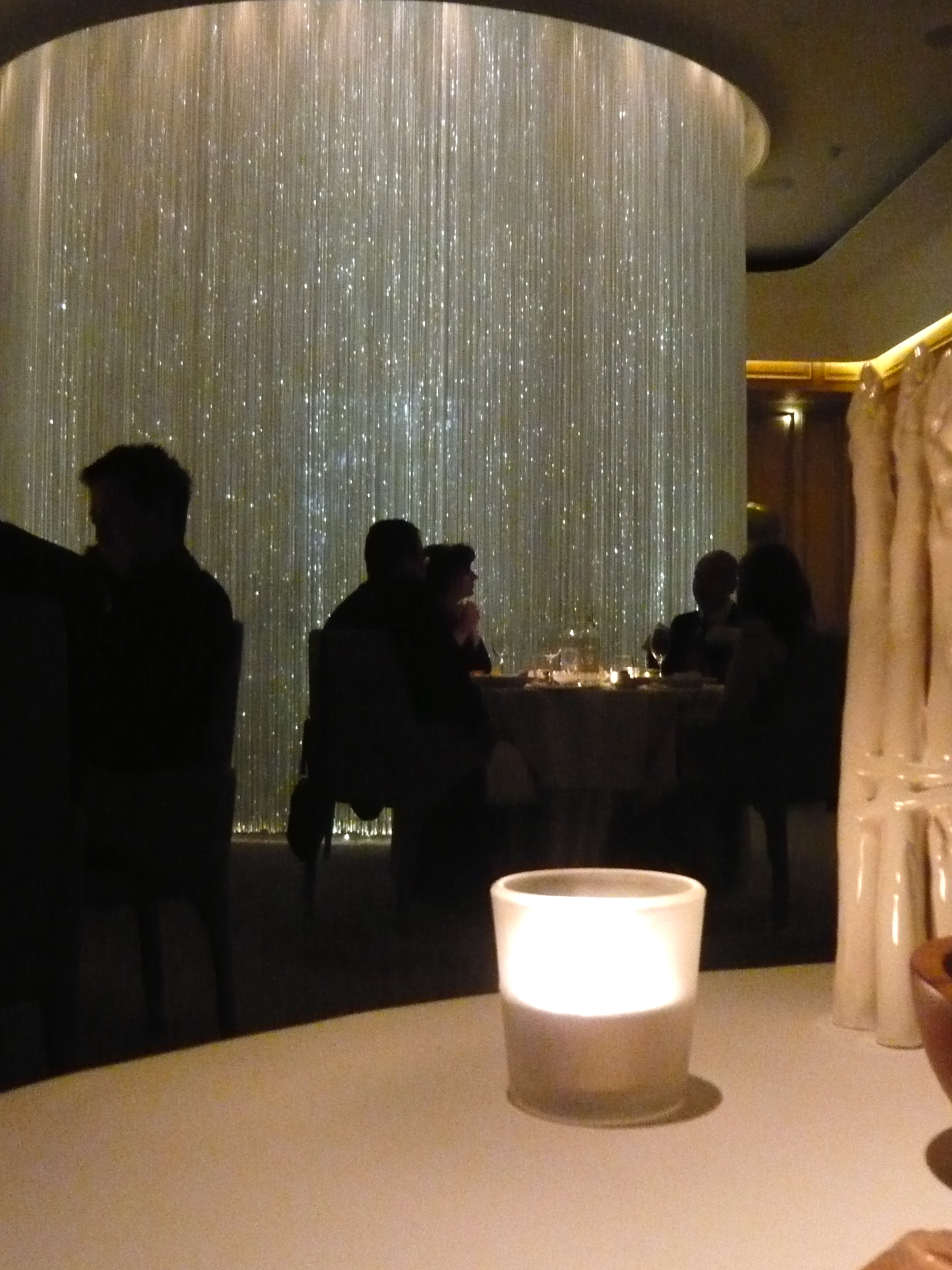
La Table Lumière en Alain Ducasse at The Dorchester.

The Dorchester tiene cinco restaurantes (The Grill, Alain Ducasse, The Spatisserie, The Promenade y China Tang) y tres bares, dos de los cuales están en los dos últimos restaurantes. El hotel da trabajo a noventa cocineros a tiempo completo, y ha tenido durante mucho tiempo una buena reputación por su cocina. Chefs como Jean Baptiste Virlogeux, Eugene Kaufeler, Willi Elsener y Anton Mosimann han dirigido restaurantes aquí. Mosimann dirigió el Maitre Chef des Cuisines en The Dorchester durante trece años. Virlogeux, jefe de cocina durante la Segunda Guerra Mundial, tuvo que sucumbir al racionamiento y a la restricción nacional de cinco chelines como máximo precio para una comida de tres platos.
El restaurante de Alain Ducasse, Alain Ducasse at The Dorchester, tiene tres estrellas Michelin. Cuando en 2007 fue renovado, junto con otras partes del hotel, el nuevo diseño mantuvo su estilo de los años cuarenta. Ofrece una cocina francesa contemporánea usando ingredientes de temporada franceses y británicos. El restaurante tiene una mesa especial para hasta seis comensales llamada la Table Lumière («mesa de luz» en francés), iluminada por cuatro mil quinientas luces de fibra óptica y rodeada por una delgada cortina blanca que permite que los comensales de la mesa vean el restaurante pero evita que sean vistos.
El restaurante The Grill, que ofrece una cocina británica, está decorado en estilo mudéjar, atribuido a la influencia del rey Alfonso XIII durante su época en el exilio en Londres en los años treinta. Las paredes, pintadas de color crema, tienen rejillas doradas, arcos y una tapicería flamenca. Los techos están decorados con hojas de oro y lámparas de araña de latón, y la habitación también tiene sillas de cuero rojo oscuro remachado, cortinas rojas y una exótica alfombra de aspecto oriental. Según el crítico de restaurantes Jay Rayner, «cuando profundizas en el menú ves lo que la antigua nobleza llamaba high tea. Es comida de guardería a precios estúpidos».
The Promenade fue renovado en 1990 por Leslie Wright con un techo dorado y relieves y linternas de latón, y fue modificado de nuevo en 2005 por Thierry Despont, que lo dotó de una barra ovalada de cuero que forma la grandiosa entrada y tiene una longitud igual a la de la columna de Nelson. Se toca música de piano durante gran parte del día, y a partir de las siete y media de la tarde hay jazz en directo. El té de la tarde, una tradición que se ha llevado a cabo en el hotel desde su inauguración en 1931, se sirve cada día de la semana a las cinco de la tarde en The Promenade y The Spatisserie. Los huéspedes se sientan en sofás con mesas bajas colocadas delante de ellos. Las mesas están decoradas con elegantes cubiertos y una vajilla de plata, con columnillas de mármol, candelabros, tapices franceses y plantas en macetas. El té es servido por camareros vestidos con abrigos largos de estilo inglés. El actor de Hollywood Charlton Heston, un huésped habitual, comentó una vez sobre el servicio del hotel: «Los cocineros y panaderos, los empleados y porteros, las doncellas y los botones son el hotel».

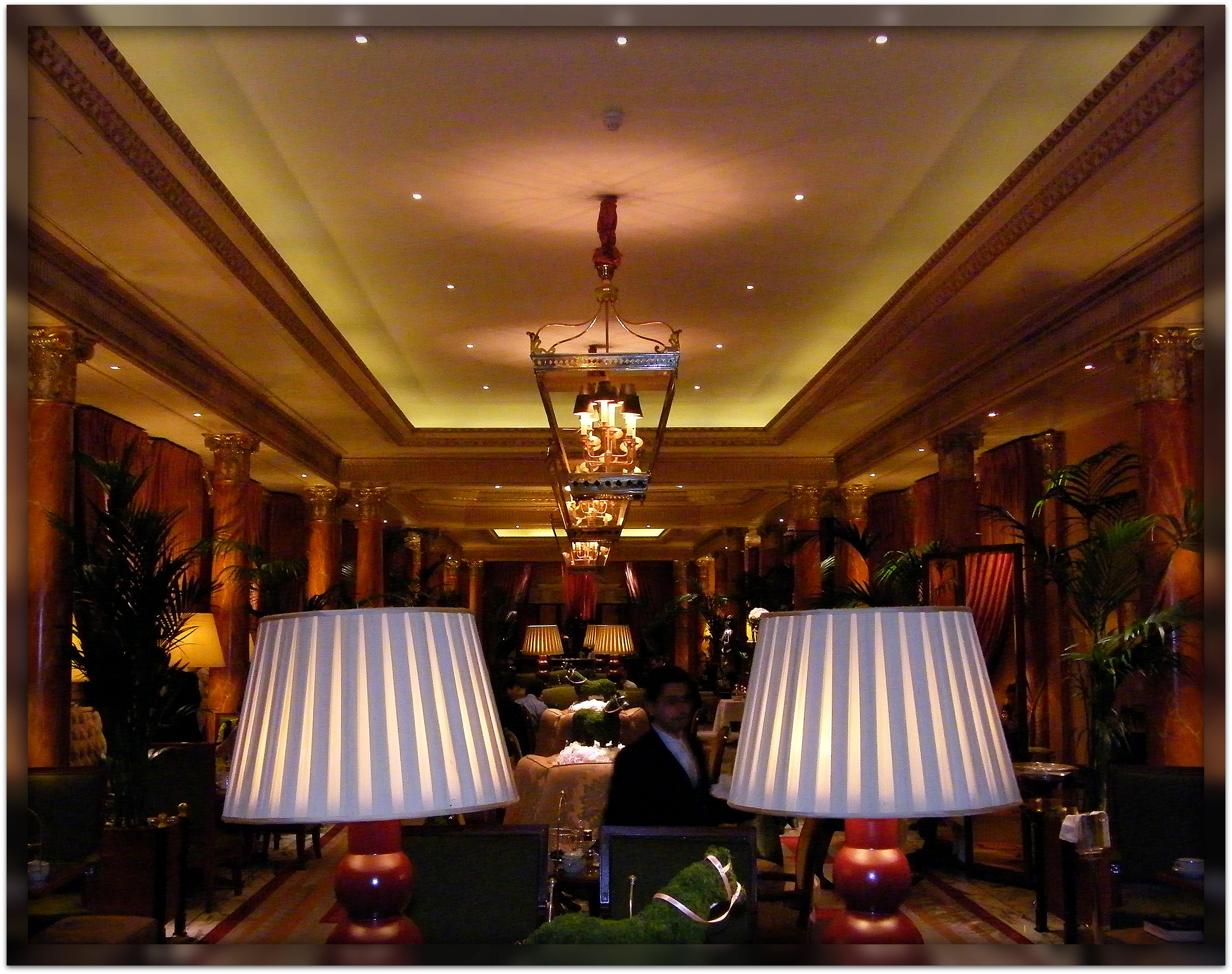
The Promenade.

La elección del té ofrecido a los huéspedes es variada, e incluye el té propio del hotel, Dorchester Blend. El servicio incluye un primer plato que consiste en bocadillos con rodajas de pepino, queso crema y salmón ahumado, todo ello servido en bandejas de plata, un segundo plato que consiste en scones con crema cuajada y mermelada y una bandeja con una selección de pastelería recién hecha.
China Tang es propiedad del empresario David Tang y abrió sus puertas en 2005. El restaurante tiene un diseño lujoso, con un lounge bar de estilo art déco que recuerda a la Shanghái de los años treinta. The Spatisserie es un restaurante informal especializado en aperitivos ligeros el y té del mediodía, que sirve también pasteles y galletas.
El Dorchester Bar fue reconstruido inicialmente en 1938 y estaba dirigido por Harry Craddock, uno de los barmen más famosos del mundo en la época, conocido por sus cócteles martini, Manhattan y White Lady. Craddock inventó el cóctel Dorchester of London aquí en los años treinta. El bar fue reformado en 1979, según el diseño de Alberto Pinto, con madera blanqueada, paneles de cerámica azul y blanca y un techo de espejo. A fecha de 2012, la barra es curva y está decorada con «ricos colores negros, marrones y berenjena combinados con caoba lacada, vidrio y terciopelo». Por las tardes, se toca jazz en el bar. A fecha de 2002, The Dorchester tenía cuatrocientos sesenta vinos diferentes en sus existencias.

### Terrenos

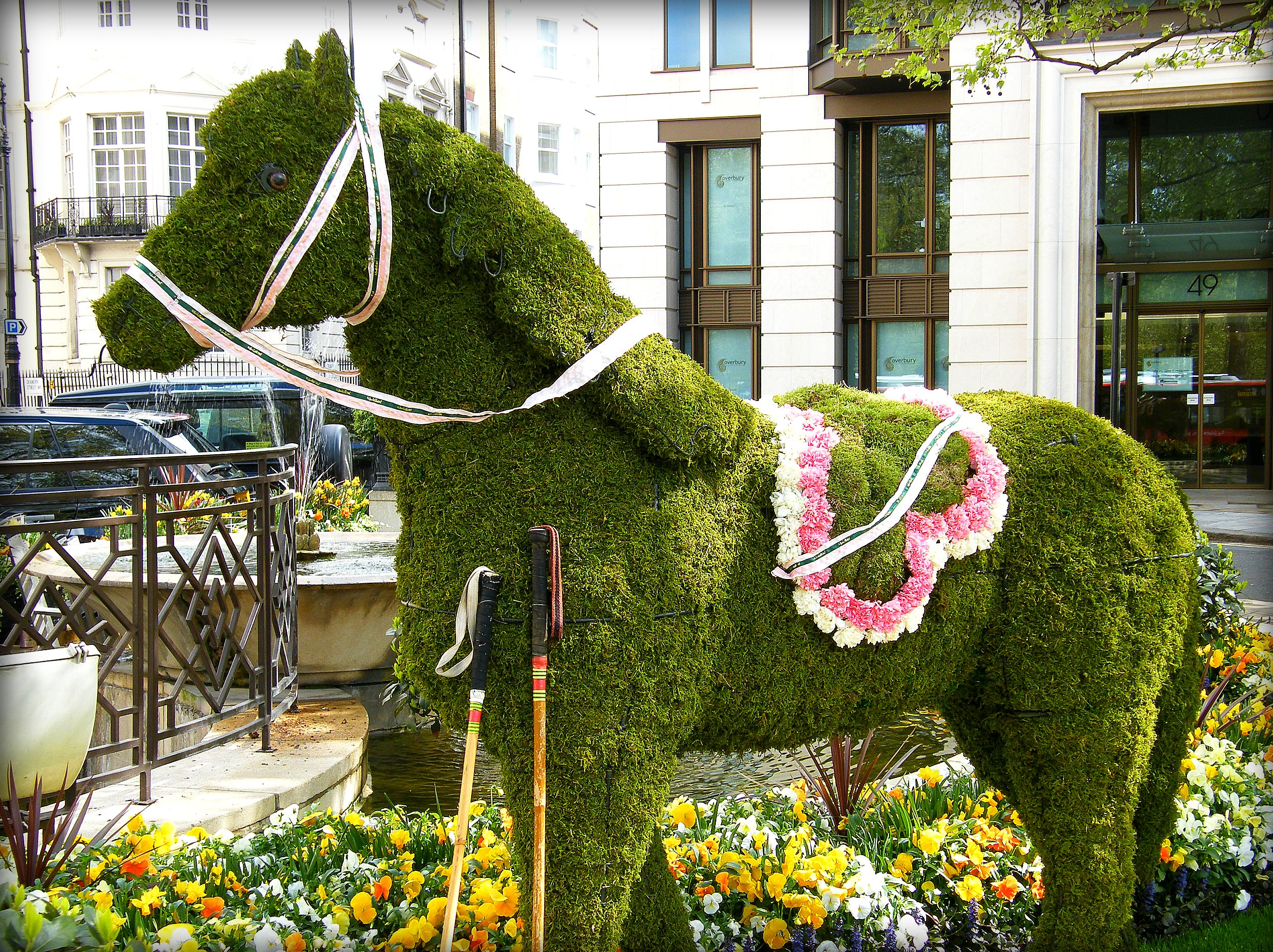
Un caballo verde en el exterior de The Dorchester.

En el jardín delantero del hotel hay un plátano, con su monumental sistema de raíces. Las ramas del árbol están decoradas con numerosas bombillas, que hacen que la escena nocturna del hotel sea evocadora. Nombrado como uno de los Great Trees of London por el London Tree Forum y la Countryside Commission en 1997, en 2000 apareció en un programa de la BBC, Meetings with Remarkable Trees.

## En la cultura popular

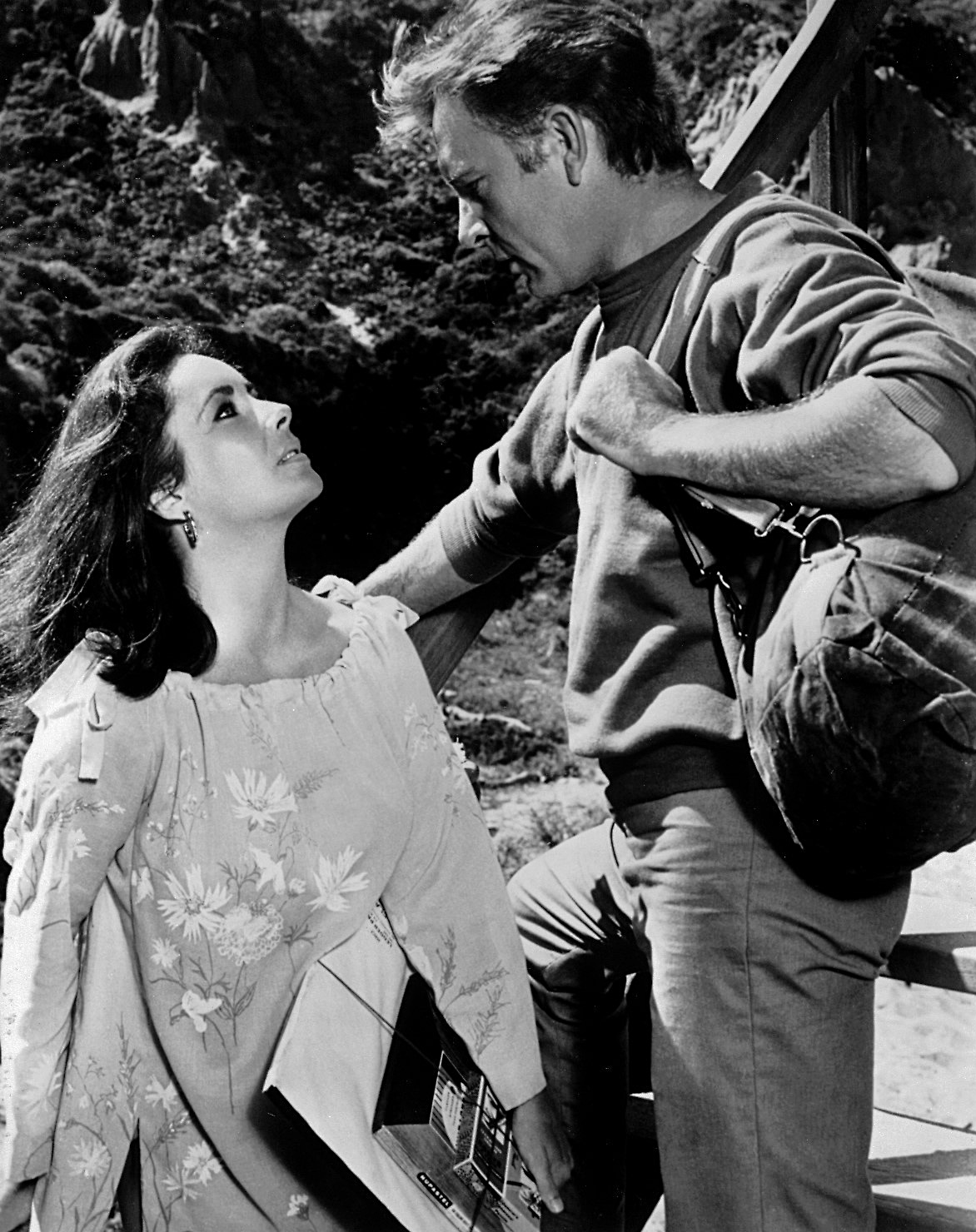
Elizabeth Taylor y Richard Burton frecuentaban The Dorchester.

El hotel ha seguido estando asociado con actores, cantantes y celebridades del mundo del espectáculo. Numerosas personalidades se han presentado a audiciones, han sido entrevistadas o se han alojado en The Dorchester con el paso de los años, y el hotel está estrechamente asociado con el cine, particularmente el americano. A partir de los años cuarenta The Dorchester era un lugar de encuentro habitual para productores de cine, actores y agentes de casting. En 1940, Gabriel Pascal y David Lean usaron la suite de Pascal para las audiciones del casting de la película Major Barbara; Deborah Kerr, que se presentó al casting, dijo sobre él: «Qué extraño fue. Esa habitación llena de hombres fumando enormes cigarros y bebiendo martinis y esta jovencita recitando el padre nuestro».
En los años cuarenta, el productor Earl St. John fue encontrado ebrio en el hotel; el escritor y coproductor Eric Ambler lo envió de inmediato de regreso a John Davis en un taxi con un tablero alrededor de su cuello con las palabras «De vuelta a John Davis con cumplidos». Ray Bradbury se alojó en el hotel durante la grabación de Moby Dick (1956). En 1964, John Lennon fue invitado a asistir a uno de los Foyle Literary Luncheons después de que recibiera reconocimiento por su libro In His Own Write. John y Cynthia no eran conscientes del alto perfil del evento y asistieron con una resaca. Lennon decepcionó a la audiencia que se había reunido en The Dorchester, que esperaba un discurso, murmurando simplemente «muchas gracias, ha sido un placer». Richard Burton y Elizabeth Taylor eran asiduos del hotel durante los años sesenta y setenta y pasaron su luna de miel en la suite Oliver Messel en marzo de 1964. Burton fue entrevistado en su suite mientras promocionaba The Wild Geese en 1978.
El hotel también ha alojado a muchos futbolistas que asistían a las finales de la FA Cup, y en 1961 los jugadores del Leicester City se alojaron allí antes de jugar contra el Tottenham Hotspur. Taylor y Burton se alojaban allí en esa época. En 1972, Raquel Welch visitó Stamford Bridge e invitó al equipo del Chelsea Football Club a un cóctel en The Dorchester, al que también asistieron los Rolling Stones. En 2003, Ken Bates acordó vender el Chelsea Football Club a Roman Abramovich después de que se reunieran durante veinte minutos en el hotel. El 28 de agosto de 2007, se celebró una cena en honor de Nelson Mandela en The Dorchester en la víspera de la inauguración de su estatua en Parliament Square. También fue en una suite de The Dorchester donde el actor Christian Bale fue acusado de haber agredido a su madre y su hermana poco antes del estreno de The Dark Knight en julio de 2008, y posteriormente fue arrestado. Era también el hotel favorito de Peter Sellers y fue en una de sus suites donde sufrió el fatídico ataque cardiaco que acabó con su vida en julio de 1980.

### Boicots
En 2014, numerosas celebridades empezaron a boicotear el hotel debido a su relación, mediante el sultanato, con la introducción de la sharia en Brunéi, que incluye la pena de muerte por varias formas de inmoralidad. En marzo de 2019, George Clooney pidió de nuevo que se boicoteara a The Dorchester y otros hoteles propiedad de Brunéi, después de que el sultanato adoptara la pena de muerte por lapidación como castigo por la homosexualidad. En abril de 2019, se hicieron eco de la petición de Clooney Ellen DeGeneres y Elton John. Ese mismo mes, el Deutsche Bank prohibió a sus trabajadores que se alojaran en hoteles propiedad de Brunéi; el Financial Times y los premios TV Choice dijeron que cancelarían los eventos que habían planificado en The Dorchester; y el English National Ballet, la Fundación Make-A-Wish y Tempus Magazine dijeron que revisarían sus asociaciones con el hotel. Hubo una manifestación en el exterior de The Dorchester contra las políticas del sultanato. La Police Federation of England and Wales canceló sus planes de celebrar su ceremonia de entrega de premios en el hotel.